# Герб Літинського району
Герб Літинського району — офіційний символ Літинського району, затверджений 14 листопада 2007 р. рішенням сесії районної ради.

## Опис
Щит перетятий золотою балкою. На верхньому лазуровому полі золоте шістнадцятипроменеве сонце з людським обличчям, на нижньому зеленому дві срібні шаблі із золотими руків'ями, покладені навхрест. На балці три зелені листки дуба в ряд. Щит обрамлено золотим картушем із пшеничними колосками й увінчано золотим тризубом.